# Lotte Schöne
Pour les articles homonymes, voir Bodenstein.
Lotte Schöne, orthographié Lotte Schoene en français, de son vrai nom Charlotte Bodenstein, est une cantatrice (soprano) née à Vienne (Autriche) le 15 décembre 1891 et décédée à Bobigny le 22 septembre 1977. Elle a été considérée à la fin des années 1920 et au début des années 1930 comme l'une des musiciennes germanophones les plus populaires de France.

## Biographie
Charlotte Bodenstein est née à Vienne dans une famille de la bourgeoisie juive. À l'âge de quatorze ans, elle reçoit ses premières leçons de chant, d'abord avec un cousin doué musicalement et ensuite avec Johannes Ress, sa sœur Luise et Maria Brossement à Vienne. Lotte Schöne épouse Paul Schönwälder, d'où peut-être son nom de scène, en 1911 et a un fils Kurt Felix en juillet 1913.
Elle fait ses débuts en 1912 à l'Opéra populaire de Vienne dans le rôle d'une servante dans Der Freischütz. De 1917 à 1925, elle est membre de la troupe du Wiener Staatsoper, où elle fait ses débuts le 16 septembre 1917 dans le rôle de Papagena dans La Flûte enchantée.
Après avoir divorcé en 1919 de son premier mari, elle épouse en octobre 1921, le conseiller du gouvernement, Paul Flandrak et a en 1923 son deuxième enfant, sa fille Inge Maria.
Entre 1922 et 1934, elle est également une habituée du Festival de Salzbourg, chantant les rôles de Zerlina, Blondchen et Despina. De 1925 à 1933, elle chante également régulièrement au Städtische Oper de Berlin, dans des rôles tels que Manon, Mimi, et Cio-Cio-San. Elle chante dans une reprise de Carmen avec Sigrid Onégin et Ludwig Hoffmann en 1930.
Elle crée le rôle de Liù de Turandot en 1927, lors de sa seule saison à la Royal Opera House. Après avoir interprété La Tosca à l'Opéra-Comique, elle y chante pour la première fois le rôle de Mélisande en 1929, la tenue du rôle par une étrangère à Paris est très controversée par avance, Pelléas et Mélisande étant considéré comme une figure de proue de l’opéra français moderne. Cependant, elle réussit à convaincre le public parisien, et Mélisande devient l'un de ses rôles fétiches, dans lequel elle est entendue à plusieurs reprises au cours des années suivantes. 
Lotte Schöne est d'origine juive. Avec l'avènement du parti nazi, elle est congédiée de l'opéra de Berlin, en 1933, au sommet de sa carrière. Elle s'installe à Paris en juin 1933 et apparaît dans de nombreuses productions et concerts, dans le rôle d'Adèle dans Die Fledermaus, mis en scène par Max Reinhardt, fin 1933 au Théâtre Pigalle avec Jules Berry comme partenaire,, à l'ABC, au Théâtre de la Porte-Saint-Martin, dans le rôle de Violetta dans une version française de Violette de Montmartre, opérette de Marietti et Max Eddy, musique d'Emmerich Kálmán, ; où elle chante aussi dans La traviata ; en tant qu'invitée dans les opéras de Mozart à l’Opéra de Paris dirigé par Bruno Walter. Après des représentations à l'Opéra de Paris des rôles comme Zerlina de Don Giovanni en 1936, Marceline  de Fidelio  et Blondine de L'Enlèvement au sérail en 1937, elle se retire presque complètement de la scène. Elle participe à quelques concerts et à des diffusions radiophoniques notamment sur Le Poste Parisien. Elle devient citoyenne française en 1938, selon Paris-soir et Marianne, en 1948 selon Anna Langenbruch.
Elle divorce en 1942 de son second mari. Pendant l'occupation, elle fuit vers la zone libre, d'abord installée à Nice et cachée à partir de 1943 sous le nom de Lucienne Sorbier par une famille amie à Villars-Colmars, Forcalquier et Valensole dans les Basses-Alpes. Après la Libération de la France, Schöne retourne d'abord à Nice, où vivent ses parents, qui ont également émigré en France après l'Anschluss en 1938 et qui ont été soutenus financièrement par leur fille. À partir de 1945, elle vit à nouveau à Paris, donne des leçons de chant et des concerts. En 1946, elle crée un Ave Maria, cantate composée par Joseph Beer, à la Basilique Notre-Dame de Nice avec le ténor Enzo Seriil.  
Son retour en 1948 au Städtische Oper de Berlin, ne peut pas compenser une pause de quinze ans dans une carrière et la chanteuse du milieu des années 1950 ne peut simplement pas reprendre le fil de sa carrière là-bas. Sa carrière a d'abord été affaiblie puis interrompue par l'exil, en particulier dans la phase où elle aurait pu être définitivement inscrite dans la mémoire musicale. Elle prend sa retraite en 1953. 
Elle est morte à Bobigny. Schöne est particulièrement remarquée pour ses productions dans les œuvres de Mozart et de Richard Strauss. Au cours de sa carrière, elle a enregistré un certain nombre d'extraits musicaux d'opéras et d'opérettes, chez Gramophone notamment, qui peuvent encore être entendus aujourd'hui sur disque compact assemblés depuis la collection Preiser issus de ses meilleures années, le premier disque comprenant des disques de la période pré-électrique tardive et le deuxième des enregistrements complets de HMV de 1927 à 1931.

## Discographie
- Schöne and Tauber in Operetta, Nimbus/Edel, Hamburg 2010
- The Art of Lotte Schöne (Aufnahmen 1924–1931), Double-CD, Preiser/Naxos, Vienne 1997
- Lotte Schöne Arien, Pavilion/Preiser, Vienne 2006
- Donizetti The Supreme Operatic Recordings (Aufnahmen 1920–1932), Lotte Schöne: Pronta io son (Don Pasquale), Pavilion/Preiser, Vienne 2006
- ABC der Gesangskunst, vol 6 (Doppel-CD), Lotte Schöne: Der Hirt auf dem Felsen (Schubert), Signore ascolta (Turandot), Ta mère devrait te porter dans les bras (Madame Butterfly), Cantus-Line DA-Music, Diepholz 2002
- Four Famous Sopranos Of The Past (Lotte Schöne, Fritzi Jokl, Irene Eisinger, Luise Szabo), Preiser/Naxos, Vienne 1998
- Golden Operetta (Aufnahmen 1926–1938), Lotte Schöne: Mein Herr was dächten Sie von mir (Die Fledermaus), Vienne, Preiser 1997
- Unvergessene Stimmen der Wiener Staatsoper (4 CD-Set), Lotte Schöne: Con una faccia fissa (Un ballo in maschera), Preiser/Naxos, Vienne 1997